# Argyle (Missouri)
Argyle és una població dels Estats Units a l'estat de Missouri. Segons el cens del 2000 tenia 164 habitants.

## Demografia
Segons el cens del 2000, Argyle tenia 164 habitants, 65 habitatges, i 46 famílies. La densitat de població era de 158,3 habitants per km².
Dels 65 habitatges en un 35,4% hi vivien nens de menys de 18 anys, en un 56,9% hi vivien parelles casades, en un 10,8% dones solteres, i en un 27,7% no eren unitats familiars. En el 27,7% dels habitatges hi vivien persones soles el 15,4% de les quals corresponia a persones de 65 anys o més que vivien soles. El nombre mitjà de persones vivint en cada habitatge era de 2,52 i el nombre mitjà de persones que vivien en cada família era de 3,09.
Per edats la població es repartia de la següent manera: un 27,4% tenia menys de 18 anys, un 9,1% entre 18 i 24, un 26,8% entre 25 i 44, un 15,2% de 45 a 60 i un 21,3% 65 anys o més.
L'edat mediana era de 36 anys. Per cada 100 dones de 18 o més anys hi havia 85,9 homes.
La renda mediana per habitatge era de 23.750 $ i la renda mediana per família de 29.688 $. Els homes tenien una renda mediana de 26.406 $ mentre que les dones 22.813 $. La renda per capita de la població era de 12.274 $. Entorn del 12,2% de les famílies i el 15,7% de la població estaven per davall del llindar de pobresa.

## Poblacions més properes
El següent diagrama mostra les poblacions més properes.